# نسبت‌دهی هوای جهان
نسبت‌دهی هوای جهان (انگلیسی: World Weather Attribution) یا «دبلیودبلیو‌اِی» (WWA) یک پروژهٔ همکاری دانشگاهی است که در زمینه مطالعه نسبت‌دهی رویدادهای شدید و محاسبه تأثیر تغییرات اقلیمی بر هوای غیرعادی مانند موج گرما، خشک‌سالی و طوفان فعالیت می‌کند. هنگامی که یک رخداد نادر یا رویداد حاد و شدید رخ می‌دهد، این پروژه احتمال وقوع، شدت و مدت زمان این رویداد را به دلیل تغییرات اقلیمی محاسبه می‌کند. این پروژه در تولید گزارش‌های سریع، در حالی که اخبار مربوط به رویداد هنوز تازه است، تخصص دارد.
پروژهٔ نسبت‌دهی هوای جهان در سال ۲۰۱۴ توسط اقلیم‌شناسان فریدریکه اتو، که همچنان رهبری آن را بر عهده دارد، و خیرت یان فان الدن‌برخ تأسیس شد. مؤسسات مشارکت‌کننده شامل امپریال کالج لندن، مؤسسه هواشناسی سلطنتی هلند، آزمایشگاه علوم اقلیم و محیط زیست، دانشگاه پرینستون، مرکز ملی تحقیقات جوی ایالات متحده، مؤسسه فناوری فدرال زوریخ، آی‌آی‌تی دهلی و متخصصان تأثیر اقلیم در مرکز اقلیم صلیب سرخ/هلال احمر هستند.
واکنش «دبلیودبلیو‌اِی» به یک رویداد شدید هواشناسی سه بخش دارد:
- تعریف رویداد: منطقه جغرافیایی تحت تأثیر، پارامترهای آب و هوایی مورد علاقه.
- جمع‌آوری داده‌های تاریخی: داده‌های آب و هوایی منطقه از سال ۱۹۵۰ تا کنون. از این داده‌های تاریخی می‌توان آمار الگوهای آب و هوایی عادی و شدید را برای محل محاسبه کرد.
- شبیه‌سازی رویداد بارها با مدل‌های رایانه‌ای، مقایسه شبیه‌سازی‌ها با شرایط گازهای گلخانه‌ای امروزی در مقابل شرایط گازهای گلخانه‌ای قبلی.

نتایج در یک گزارش ترکیب می‌شوند و ابتدا به سرعت و سپس در نهایت از طریق فرایند بررسی علمی منتشر می‌شوند.

## نمونه‌هایی از رخدادها
در زیر نمونه‌هایی از رویدادهای سرمای شدید، سیل، گرما و خشکسالی که توسط «دبلیودبلیو‌اِی» مورد مطالعه قرار گرفته‌اند، آورده شده است.
- الگوی آب و هوایی غیرمعمولی که در بهار ۲۰۲۱ باعث یخ زدن تاکستان‌ها و سایر محصولات در فرانسه شد به دلیل تغییرات اقلیمی ۶۰٪ محتمل‌تر بود.
- سیل در نیجریه و مناطق مجاور در سال ۲۰۲۲ به دلیل تغییرات اقلیمی محتمل‌تر و شدیدتر شد. «دبلیودبلیو‌اِی» بارندگی ژوئن تا سپتامبر را در حوزه‌های آبخیز دریاچه چاد و رودخانه نیجر پایین‌تر مدل‌سازی کرد و به کل بارندگی و هفته‌های بارانی شدید نگاه کرد.
- موج گرمای سال ۲۰۲۲ در هند و پاکستان به دلیل تغییرات اقلیمی ۳۰ برابر محتمل‌تر و شدیدتر شد.
- احتمالاً خشکسالی چند ساله که در سال ۲۰۲۱ به قحطی در ماداگاسکار کمک کرد، ناشی از تغییرات اقلیمی نبود. «دبلیودبلیو‌اِی» میزان بارندگی در جنوب ماداگاسکار را برای دوره دو ساله منتهی به ژوئن ۲۰۲۱ مطالعه کرد و به این نتیجه رسید که خشکسالی مشاهده شده ۱ در ۱۳۵ احتمال وقوع دارد که تنها کمی تحت تأثیر تغییرات اقلیمی قرار گرفته است.